# أليكسي بيليك
أليكسي بيليك (بالأوكرانية: Бєлік Олексій Григорович) (مواليد 15 فبراير 1981) هو لاعب كرة قدم. يلعب مع منتخب أوكرانيا لكرة القدم. سبق له أن لعب في كأس العالم لكرة القدم مع منتخب بلاده.

## روابط خارجية
- أليكسي بيليك على موقع الاتحاد الدولي (مؤرشف)  (الإنجليزية)
- أليكسي بيليك على موقع اتحاد أوكرانيا (الإنجليزية)
- أليكسي بيليك على موقع قاعدة بيانات كرة القدم.إي يو (الإنجليزية)
- أليكسي بيليك على موقع ناشيونال فوتبول تيمز (الإنجليزية)
- أليكسي بيليك على موقع Soccerway.com (الإنجليزية)
- أليكسي بيليك على موقع كووورة